# Reakcja Maillarda

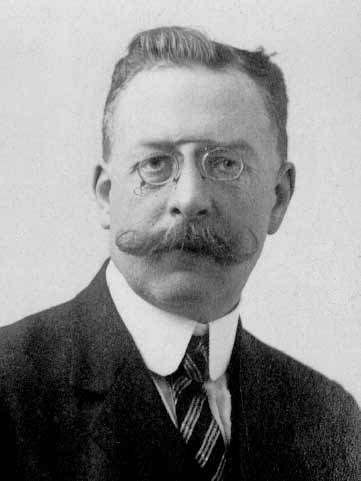
Louis Camille Maillard

Reakcja Maillarda – seria reakcji chemicznych, które zachodzą najczęściej pod wpływem ciepła, pomiędzy aminokwasami a cukrami redukującymi.

## Podstawowe informacje
Generalnie, reakcje Maillarda występują przy smażeniu i ogrzewaniu prawie każdego rodzaju produktu żywnościowego zawierającego białka i cukry. Odpowiadają (częściowo) za zapach piwa, czekolady, prażonej kukurydzy, chleba, ciastek, mięsa i gotowanego ryżu.
Alkohole cukrowe lub poliole (sorbitol, ksylitol) nie uczestniczą w reakcji Maillarda.
Podobnie jak karmelizacja, reakcja Maillarda należy do reakcji typu ciemnienia nieenzymatycznego.
Nazwa reakcji pochodzi od nazwiska francuskiego chemika Louis-Camille Maillarda, który opisał ją w roku 1912.
Pomimo że reakcję Maillarda bada się od prawie stu lat, jej złożony charakter powoduje, iż wiele cząstkowych reakcji nie zostało jeszcze poznanych. Na ostateczny zapach i barwę obrabianego produktu ma wpływ wiele czynników. Należą do nich: pH, rodzaj aminokwasu i cukru, temperatura, czas, obecność tlenu, zawartość wody, aktywność wody i inne składniki żywności.
W wielu produktach, na przykład w kawie, aromat tworzy mieszanina produktów reakcji Maillarda i karmelizacji. Jednakże karmelizacja zachodzi w temperaturze powyżej 120–150 °C, podczas gdy reakcja Maillarda już w temperaturze pokojowej.

## Przebieg reakcji

### Reakcja węglowodanu z aminokwasem
Grupa karbonylowa węglowodanu reaguje z grupą aminową aminokwasu tworząc wodę i związki typu N-podstawionej glukozyloaminy, która następnie, w warunkach reakcji, rozpada się do mniejszych cząsteczek, zawierających reaktywne ugrupowanie O=C-C-N.
Powstałe związki nazywają się Amadori.
Im większa jest cząsteczka cukru, tym wolniej zachodzi reakcja z aminokwasem. Dla przykładu pentozy (np. ryboza) szybciej przereagują niż dwucukry (sacharoza, laktoza).
Azoty i węgle karbonylowe tych cząsteczek mogą się następnie wzajemnie sprzęgać, tworząc związki heterocykliczne, np. z wbudowanym azotem – pirazyny, najczęściej obdarzone intensywnym, charakterystycznym zapachem, np. krakersów, chleba, orzeszków, sera itp.

### 2. faza
Przebieg kolejnych faz reakcji zależy od izomerycznej postaci produktu Amadori. Istnieją 2 możliwości:
- oderwanie grupy aminokwasowej i powstanie reaktywnych związków, które w końcu rozpadają się do ważnych składników zapachowych jak furfural i hydroksymetylofurfural (HMF),
- przegrupowanie Amadori, które jest początkiem głównych reakcji brązowienia.

Charakterystyczna ciemna barwa produktów reakcji Maillarda pochodzi od nagromadzenia dużych cząsteczek, powstających w biegnących równolegle reakcjach kondensacji.

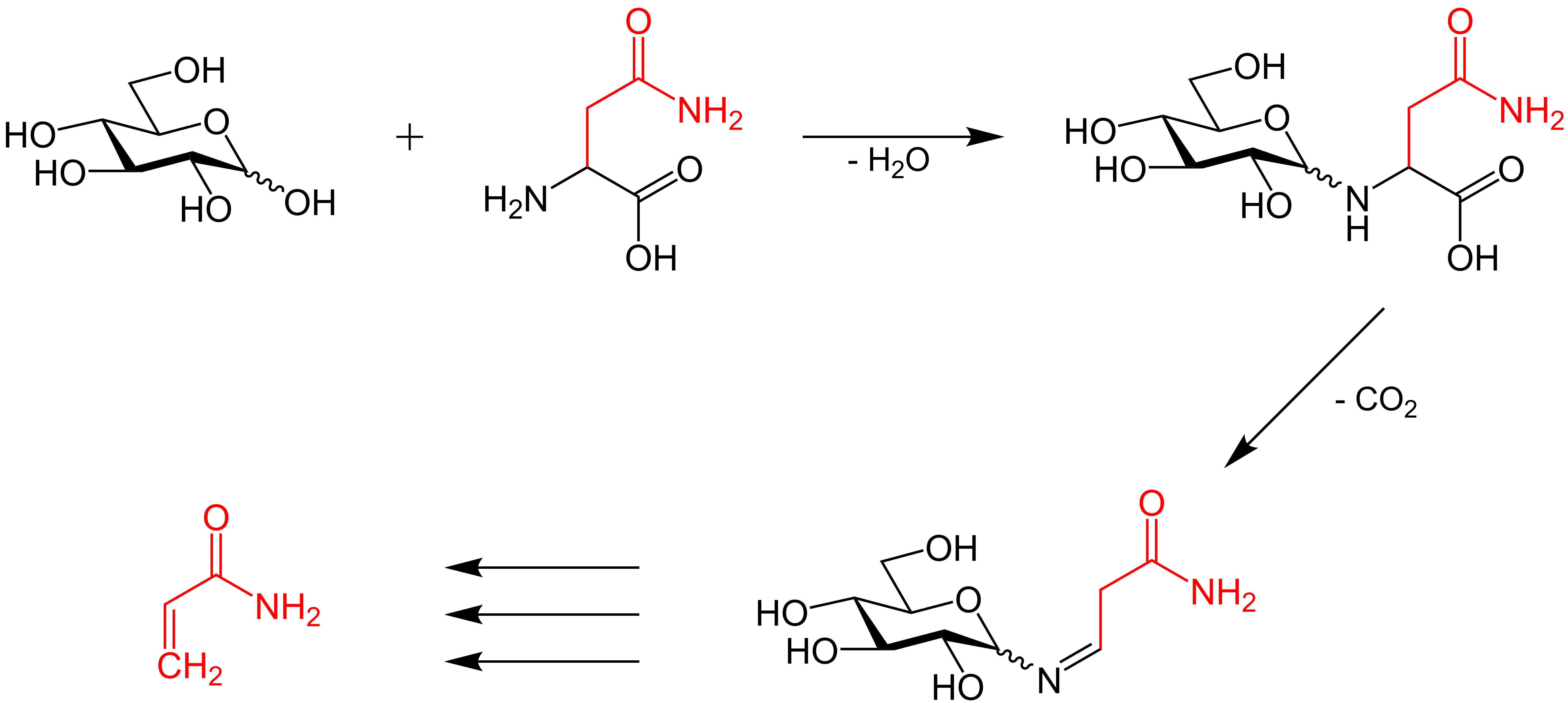
Reakcja Maillarda. Konwersja asparaginy w akrylamid

### 3 Faza
Może to być:
- odwadnianie,
- rozpad, gdy tworzą się krótkołańcuchowe produkty hydrolizy, na przykład diacetyl i metyloglioksal,
- “degradacje Streckera” aminokwasów lub ich kondensacja do aldoli.

### Produkty końcowe
- związki zapachowe
- melanoidyny

## Zastosowanie w przemyśle spożywczym

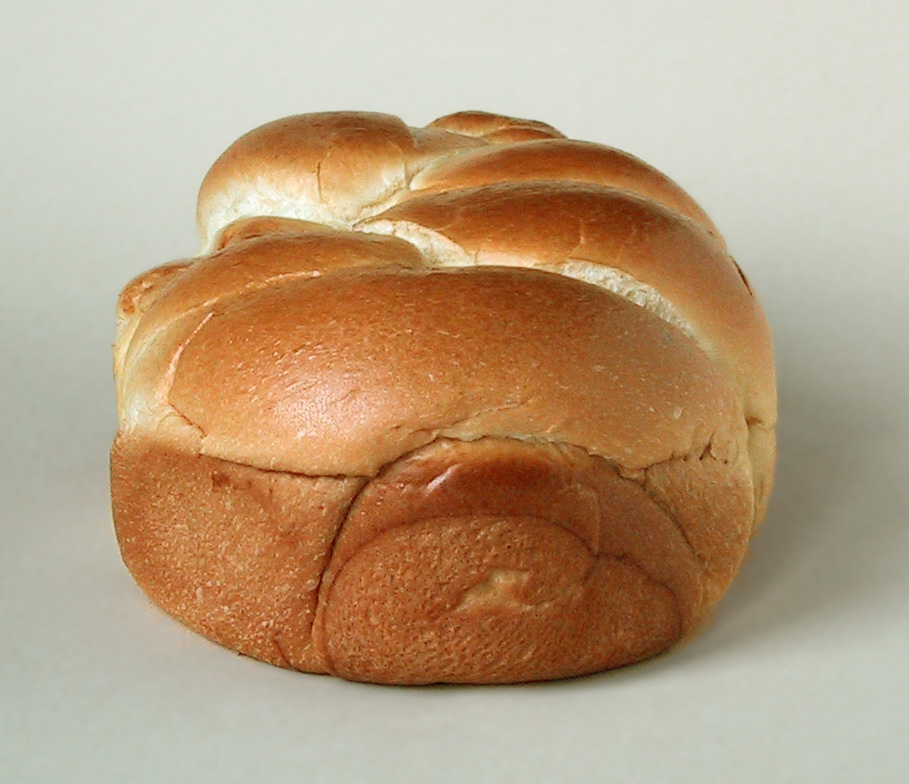
Przyrumieniona skórka pieczywa, będąca wynikiem reakcji Maillarda

Reakcja Maillarda zachodzi powszechnie w trakcie termicznej obróbki pożywienia (pieczenie, smażenie). Wiele potraw (chleb czy inne wypieki, smażone mięsa, słodycze jak krówki, toffi, kajmak) dzięki niej uzyskuje swoje charakterystyczne cechy – barwę, smak i aromat. Powstające melanoidyny posiadają korzystne właściwości przeciwutleniające.
Produkty tracą część węglowodanów i aminokwasów, przez co są mniej wartościowe dla człowieka. Czasami produkty tej reakcji są toksyczne lub rakotwórcze. Przykładowo akrylamid, związek potencjalnie toksyczny, tworzy się w temperaturze powyżej 180 °C, szczególnie w produktach pieczonych lub smażonych (np. frytki ziemniaczane).